# Arkadiusz Góral

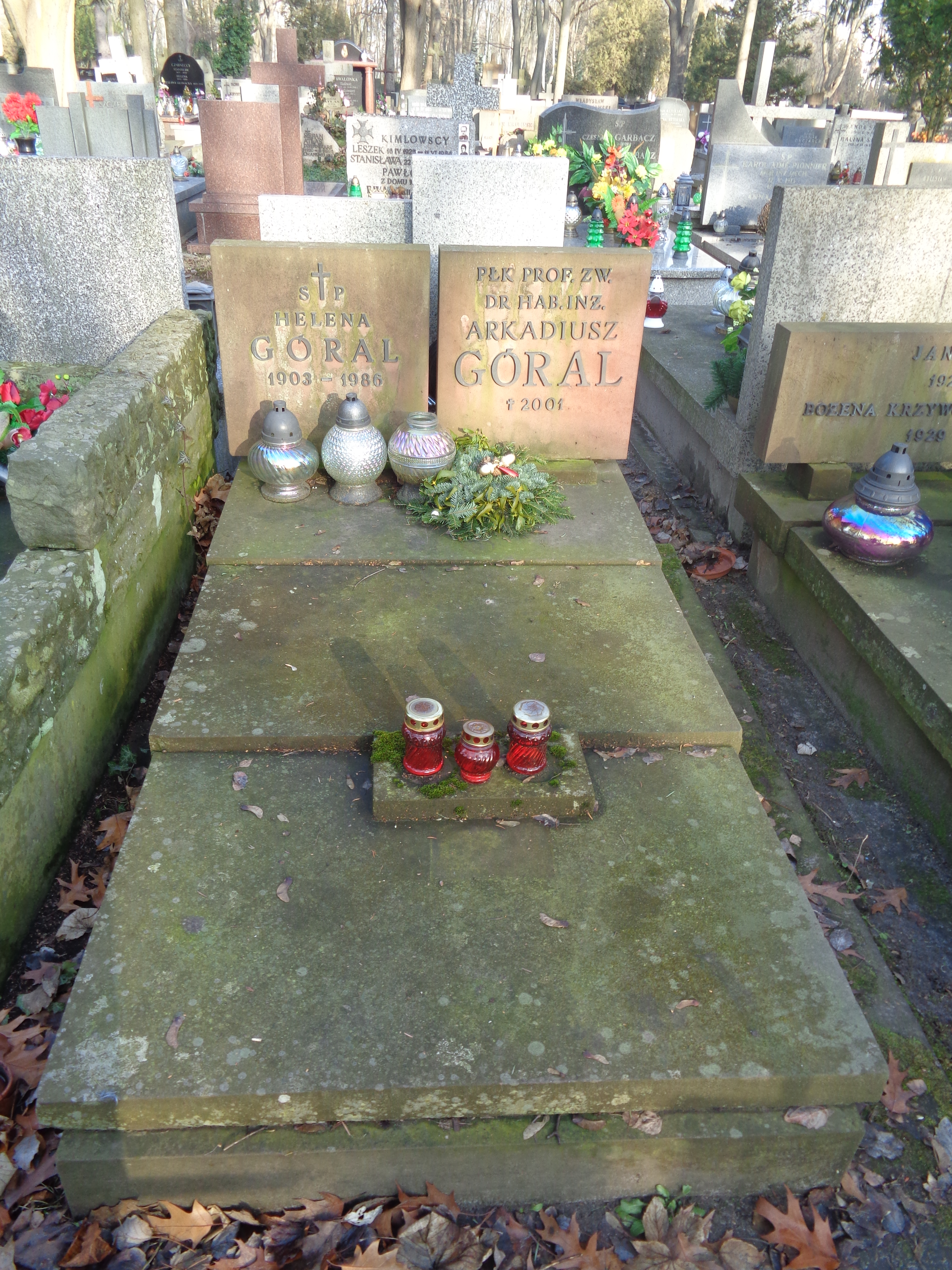
Grób profesora Arkadiusza Górala na Cmentarzu Wojskowym na Powązkach

Arkadiusz Góral (9 lipca 1930, zm. 11 października 2001) – polski wojskowy, pułkownik, profesor, doktor habilitowany inżynier.

## Życiorys
Opracował jednolitą teorię wzmacniaczy magnetycznych samonasyconych, rozpoznanie mechanizmów sterowania ładunkowego wzmacniaczy magnetycznych, przygotowanie podstaw do produkcji ferrytów. W latach 1954–1967 kierownik Zakładu Technologicznego w Wojskowym Instytucie Łączności, W latach 1967–1972 był szefem katedry Technologii Elektronowej i Mikroelektroniki Wojskowej Akademii Technicznej. W latach 1983–1991 pełnił rolę doradcy dyrektora Przemysłowego Instytutu Telekomunikacyjnego. Opublikował około 140 prac naukowych. Był promotorem 14 prac doktorskich, autorem 3 patentów. Został wyróżniony Nagrodą Państwową II stopnia, nagrodami szefa Sztabu Generalnego Wojska Polskiego i ministra łączności. Zmarł w 2001 roku został pochowany na Cmentarzu Wojskowym na Powązkach (kwatera A23-10-13).